# Cantón de Corcieux
El cantón de Corcieux era una división administrativa francesa, que estaba situada en el departamento de Vosgos y la región de Lorena.

## Composición
El cantón estaba formado por trece comunas:
- Arrentès-de-Corcieux
- Aumontzey
- Barbey-Seroux
- Champdray
- Corcieux
- Gerbépal
- Granges-sur-Vologne
- Herpelmont
- Jussarupt
- La Chapelle-devant-Bruyères
- La Houssière
- Rehaupal
- Vienville

## Supresión del cantón de Corcieux
En aplicación del Decreto n.º 2014-268 de 27 de febrero de 2014, el cantón de Corcieux fue suprimido el 22 de marzo de 2015 y sus 13 comunas pasaron a formar parte; nueve del nuevo cantón de Gérardmer y cuatro del nuevo cantón de Bruyère.